# Nicholas Keough
Nicholas Keough (* 1. Juni 1989 in Sandwich) ist ein ehemaliger US-amerikanischer Cyclocrossfahrer.

## Werdegang
Nicholas Keough wurde 2008 bei der US-amerikanischen Cyclocrossmeisterschaft Zweiter im Rennen der U23-Klasse hinter dem Sieger Nicholas Weighall. Außerdem belegte er beim NBX Grand Prix of Cross in Warwick den zweiten Platz hinter James Driscoll. 2010 war Keough für ein Jahr Mitglied des US-amerikanischen UCI Continental Teams Kenda-Gear Grinder, konnte jedoch keine zählbaren Erfolge auf der Straße erzielen.
Bei Cyclocrossrennen fuhr er für die Mannschaft Champion System-Keough Cyclocross. In der Saison 2010/11 erzielte er seinen einzigen Erfolg bei einem UCI-Rennen, als er das zweite Rennen des NBX Grand Prix in Warwick gewann. In der Saison 2016/17 wurde er das letzte Mal in den Ergebnislisten der UCI geführt.

## Familie
Seine Brüder Luke Keough und Jesse Keough sind ebenfalls ehemalige Cyclocrossfahrer, sein älterer Bruder Jake Keough ein ehemaliger Straßenradrennfahrer. Die US-amerikanische Radrennfahrerin Kaitie Keough ist seine Schwägerin.

## Erfolge
2010/2011
- NBX Grand Prix 2, Warwick